# Івкін Олександр Володимирович
Олександр Володимирович Івкін (нар. 18 квітня 1954, місто Феодосія, тепер Автономна Республіка Крим) — український радянський діяч, новатор виробництва, фрезерувальник Феодосійського оптико-механічного заводу Кримської області. Депутат Верховної Ради УРСР 10-го скликання.

## Біографія
Освіта середня спеціальна. Закінчив вісім класів школи у місті Феодосії та професійний технікум.
З 1973 по 1975 рік служив у артилерійських військах Радянської армії. Член ВЛКСМ. 
З 1975 року — учень фрезерувальника, фрезерувальник інструментального цеху Феодосійського оптико-механічного заводу Кримської області. Отримав звання «майстер-умілець».
Потім — на пенсії в місті Феодосії АР Крим.

## Нагороди
- два почесні знаки ЦК ВЛКСМ